# Rydaholms kyrka
Rydaholms kyrka är en kyrkobyggnad strax utanför Rydaholm, Rydaholms församling, Värnamo kommun, Växjö stift.

## Kyrkobyggnaden
Rydaholms kyrka är från 1100-talet och anses jämte Sigfridsdomen i Växjö i flera avseenden  varit mönstergivande. Rydaholms kyrka ombyggdes på 1700-talet, då det gamla långhuset ansågs alltför litet för socknens befolkning. Vid ombyggnaden behölls det stora tornet, försett med två spiror, och det är detta som gör kyrkan till den sevärdhet den är. Om den tidigare rika skulpturala utsmyckningen vittnar åtskilliga rester, inmurade i tornet och södra vapenhuset. Portalerna ha varit profilerade och prydda av kolonner. En av stenrelieferna föreställer Sankt Göran i striden med drakar.

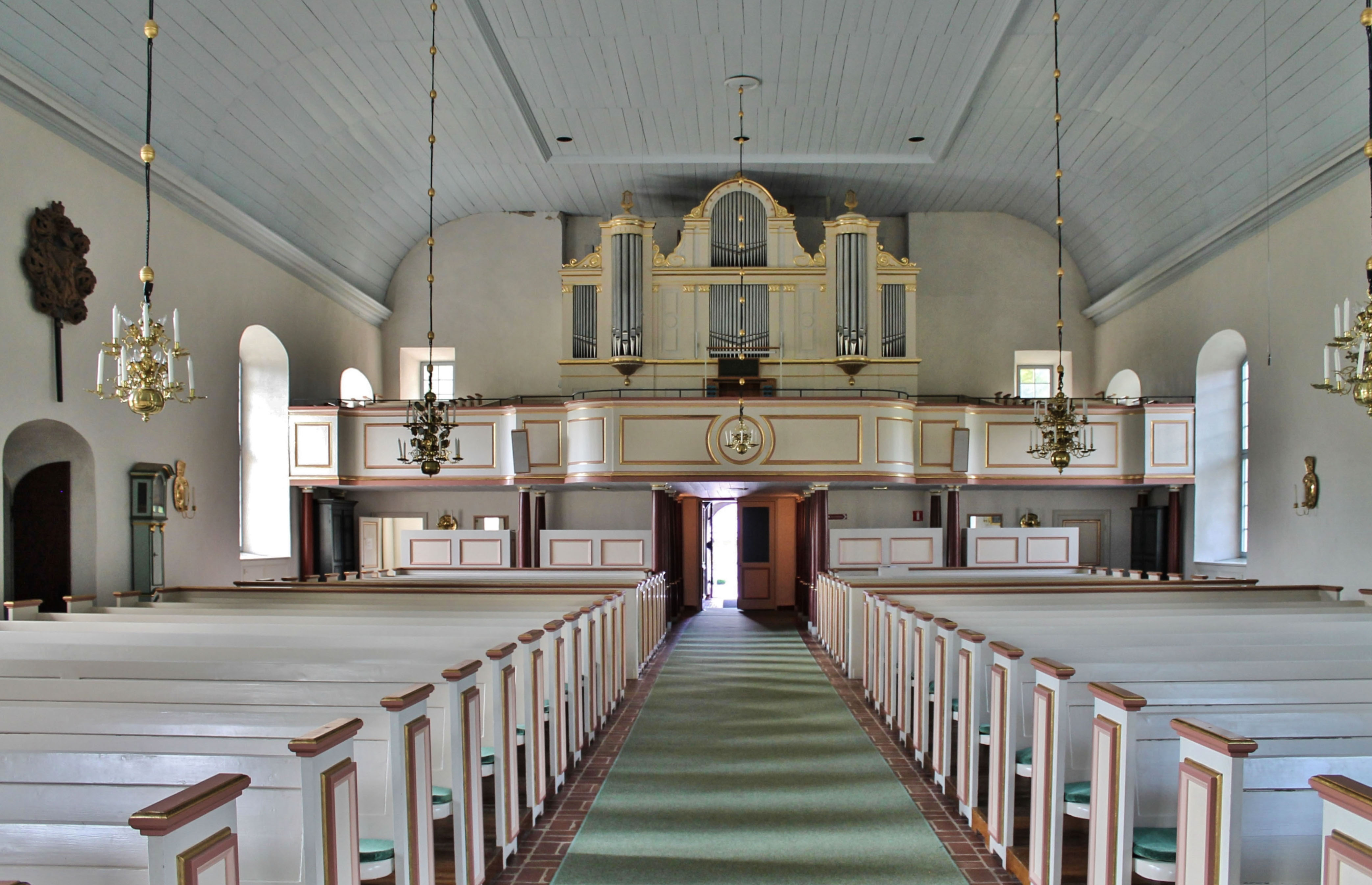
Kyrkorummet med orgelläktaren

Från Rydaholms kyrka härstammar den ryktbara så kallade Rydaholmskistan, nu i Statens historiska museum. Den med järnornament rikt utsmyckade kistan, tillverkad av en inhemsk konstfärdig smed troligen Rogslösamästaren, återger scener ur Karl den stores och S:t Egidius båda legenderna väl spridda i bygden genom cistercienserna (munkarna) i Nydala kloster.
Kyrkans dopfunt är även ett skulpturarbete i sten av stort konstnärliga värde. I de valvbågiga bildfälten på karet syns djurbilder och människofigurer, bl. a. den helige Laurentius. Längre ned finns runt om dopfuntens fot en rad skägglösa människohuvuden i hög relief.
Peter Wieselgren har gjort gällande att Rydaholm till och med varit konungastad och biskopssäte. Staden skulle ha hetat Ytterstad och vilken en gammal sägen berättar att den blev förstörd genom ett angrepp från Värendssidan, vid vilket tillfälle konungen flydde genom ”Kungsledet” i norr. Andra namn som ”Kungsstolen” och ”Kungsgraven” skulle också bevisa det forntida konungasätet på orten. Den gamle småländske hävdaforskaren Alvin anser att kyrkan ursprungligen var ett hedniskt tempel. 
Wieselgren har trott sig på en i kyrkan befintlig runsten kunna läsa att tornet och kyrkan uppförts år 1100 av Algotr i Bor. I den södra ljudöppningen på kyrkans torn finns en relief med bilden av en biskop, biskopsreliefen, som av några ansetts vara ett indicium på att det funnits en biskop i Rydaholm, kanske fram till att Växjö stift bildades på 1170-talet. De flesta ser detta dock som lösa spekulationer.
Kyrkoherde i Rydaholm under nära 50  år, 1825–73, var Carl Emanuel Bexell som gjorde socknen till banbrytande för nykterhetsrörelsen i Sverige och redan på 1820-talet genom beslut på kyrkstämman i Rydaholm bildade Sveriges första nykterhetsförening.

## Inventarier
- Triumfkrucifix från 1200-talets första hälft.
- En bildrik dopfunt från slutet av 1100-talet eller början av 1200-talet och tillskrivs Lekerydsmästaren som tydligen tillhört  Bestiariusgruppen.
- En magnifik altaruppställning som omramar konstnär Waldemar Lorentzons altartavla utförd 1960 .
- Predikstol i  empirestil.
- Öppen bänkinredning.
- Orgelläktare med utsvängt mittstycke.

### Orglar

#### Läktarorglar
- 1748/1749 byggde Jonas Solberg, Värnamo en orgel med 12 stämmor.[1]

| Manual         |
| Principal 4'   |
| Trumpet 8'     |
| Klockstämma 4' |
| Pukstämma 4'   |

- 1859 byggde Johan Nikolaus Söderling en orgel med 18 1/2 stämmor.
- 1937 byggdes en ny orgel av Mårtenssons orgelfabrik med 23 stämmor.
- Dagens läktarorgel är tillverkad 1975 av J. Künkels Orgelverkstad. Den är mekanisk och större delen av piporna härstammar från 1859 års orgel.

| Huvudverk I       | Öververk II     | Pedal      | Koppel |
| Principal 16’ D   | Rörflöjt 8’     | Subbas 16’ | I/P    |
| Borduna 16’       | Fugara 4'       | Violon 8’  | II/P   |
| Principal 8’      | Principal 4’    | Kvinta 6'  | II/I   |
| Gedackt 8'        | Flöjt 4'        | Oktava 4'  |        |
| Viola di Gamba 8' | Piccolaflöjt 2' | Basun 16'  |        |
| Okctava 4'        |                 |            |        |
| Kvinta 3'         |                 |            |        |
| Octava 2'         |                 |            |        |
| Rauschkvint 2 ch  |                 |            |        |
| Trumpet 8'        |                 |            |        |

#### Kororgel
Kororgeln är tillverkad 1989 av Västbo Orgelbyggeri.

## Bildgalleri

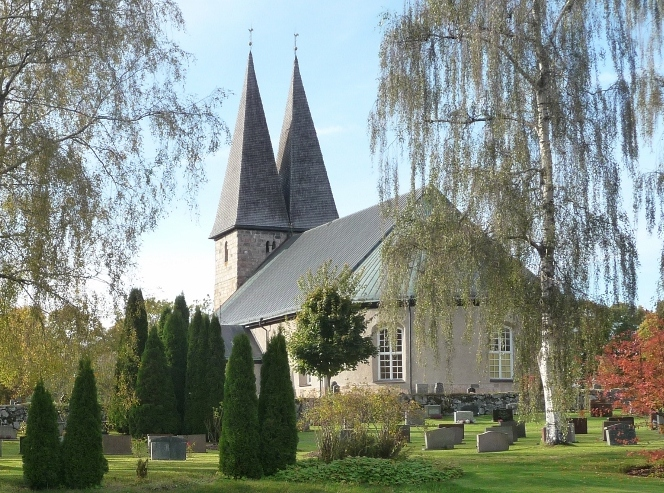
Kyrkobyggnaden från öster
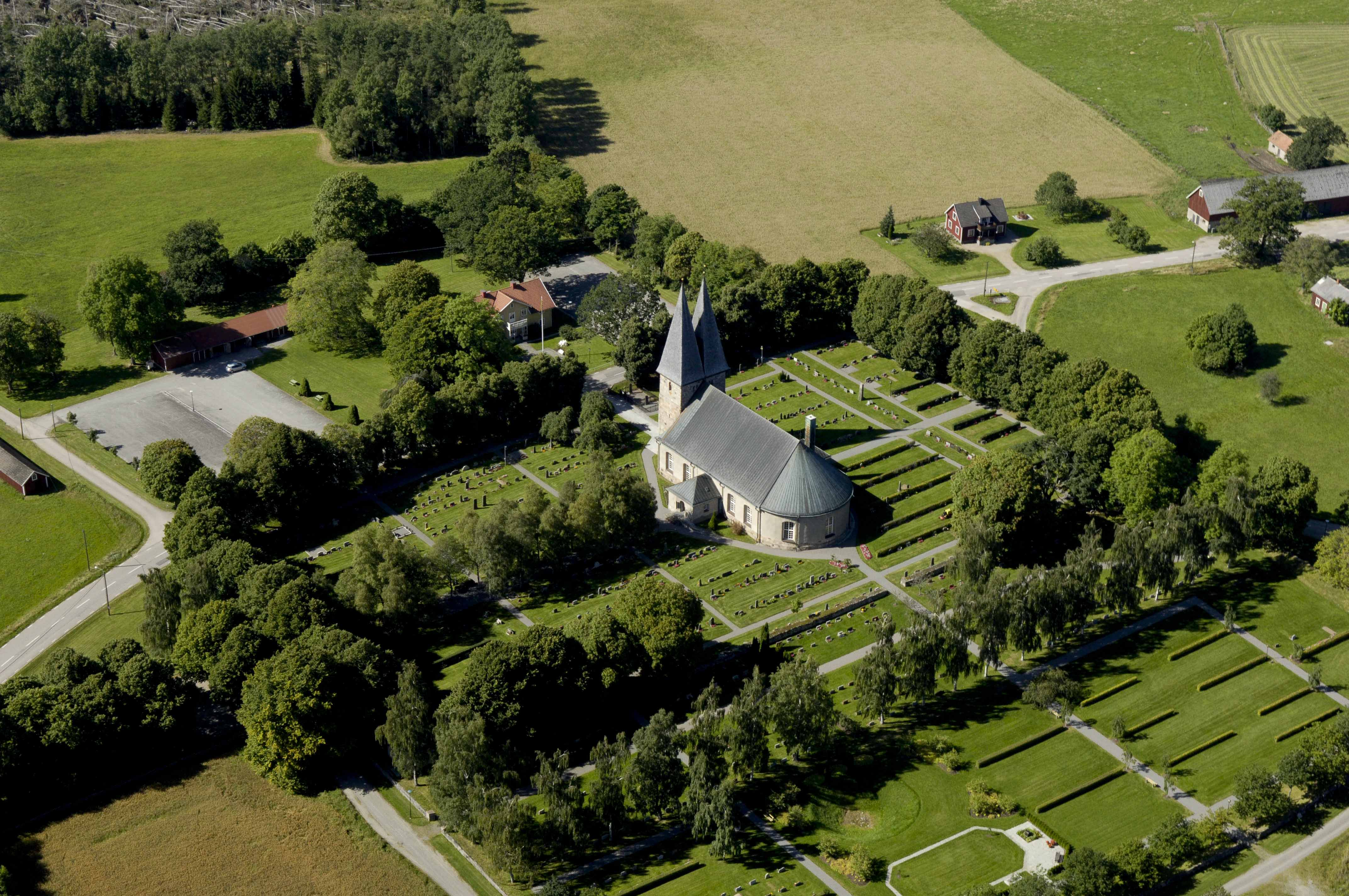
Kyrkan från ovan
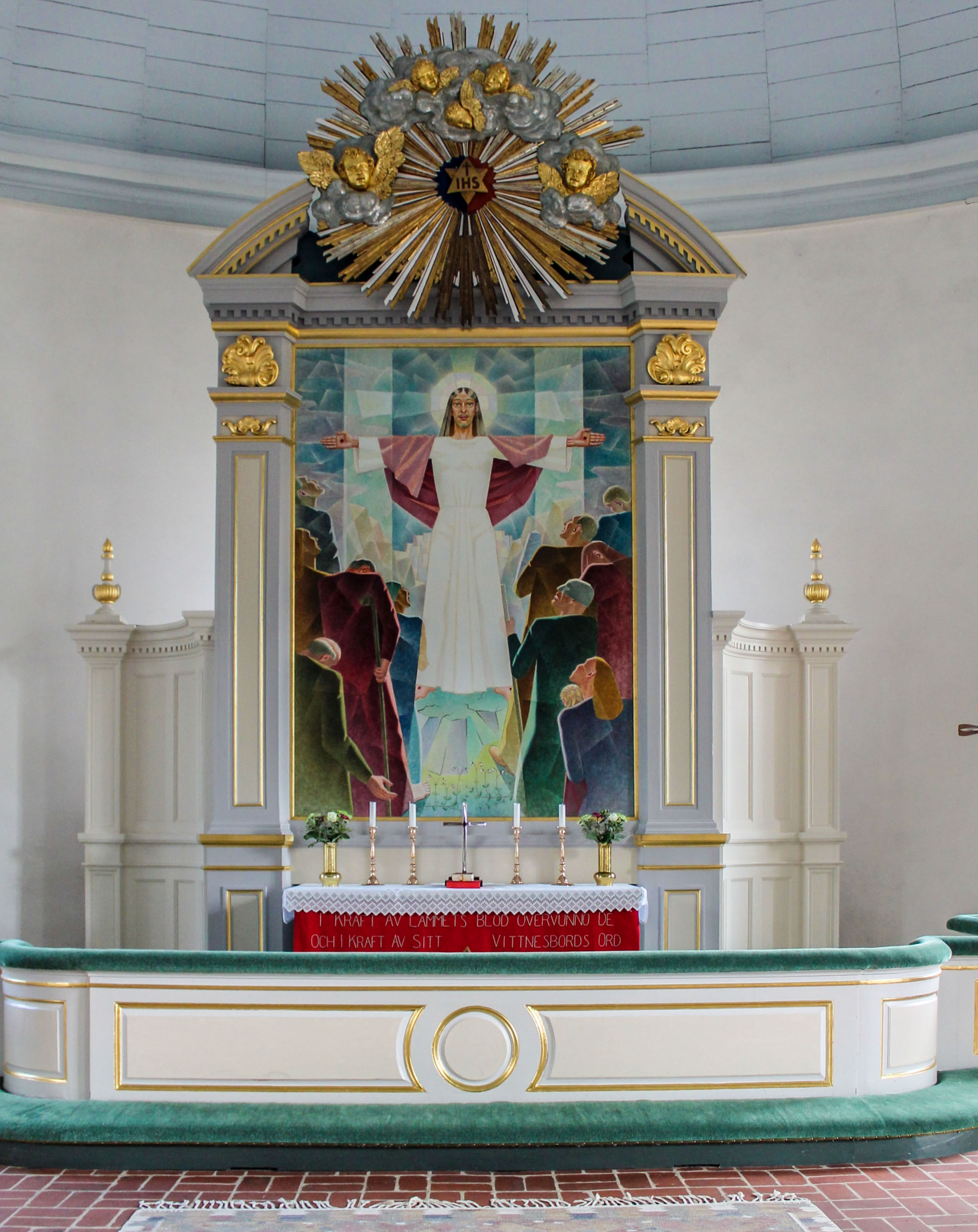
Altaruppställning
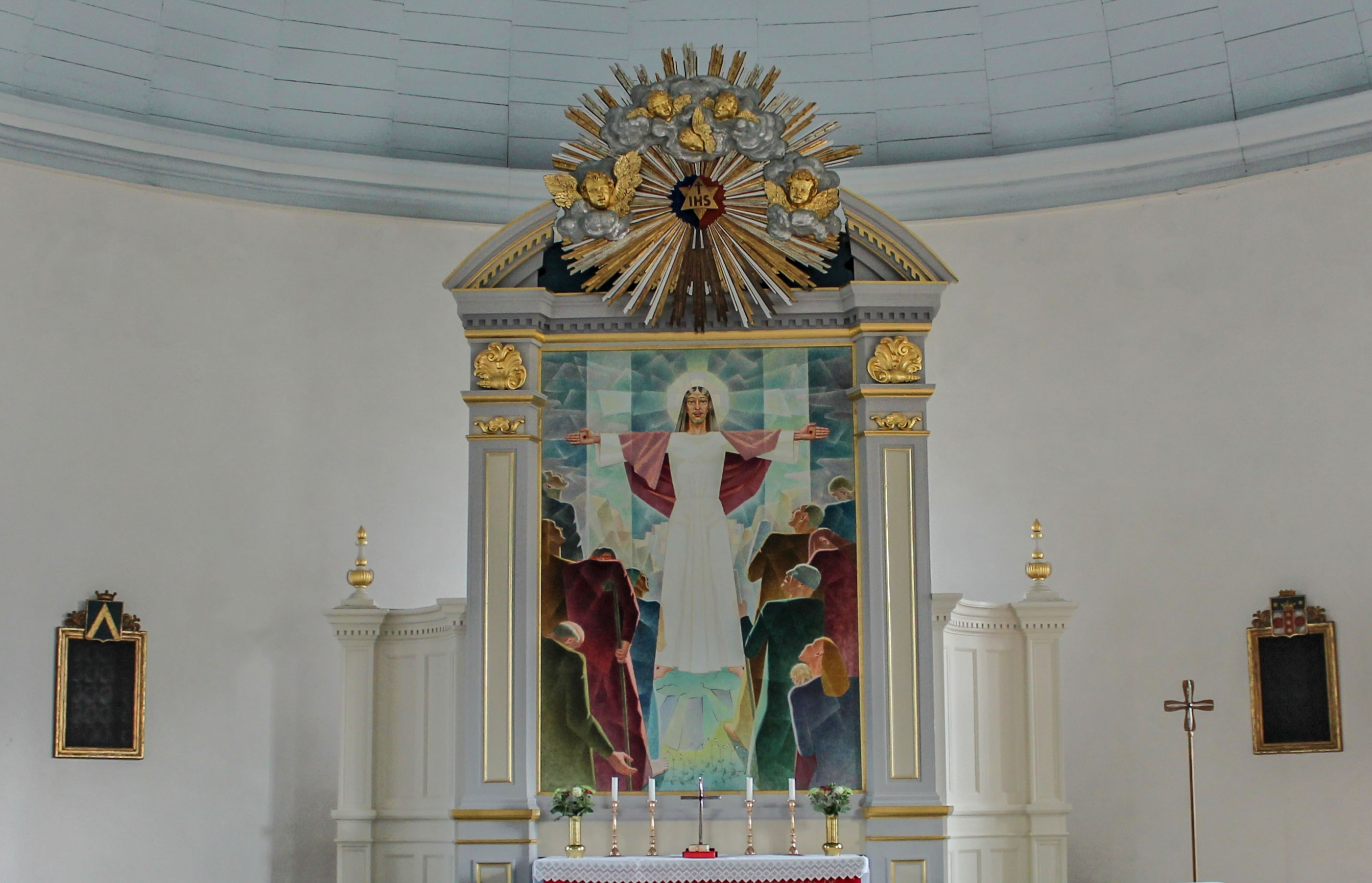
Altartavla utförd av Waldemar Lorentzon
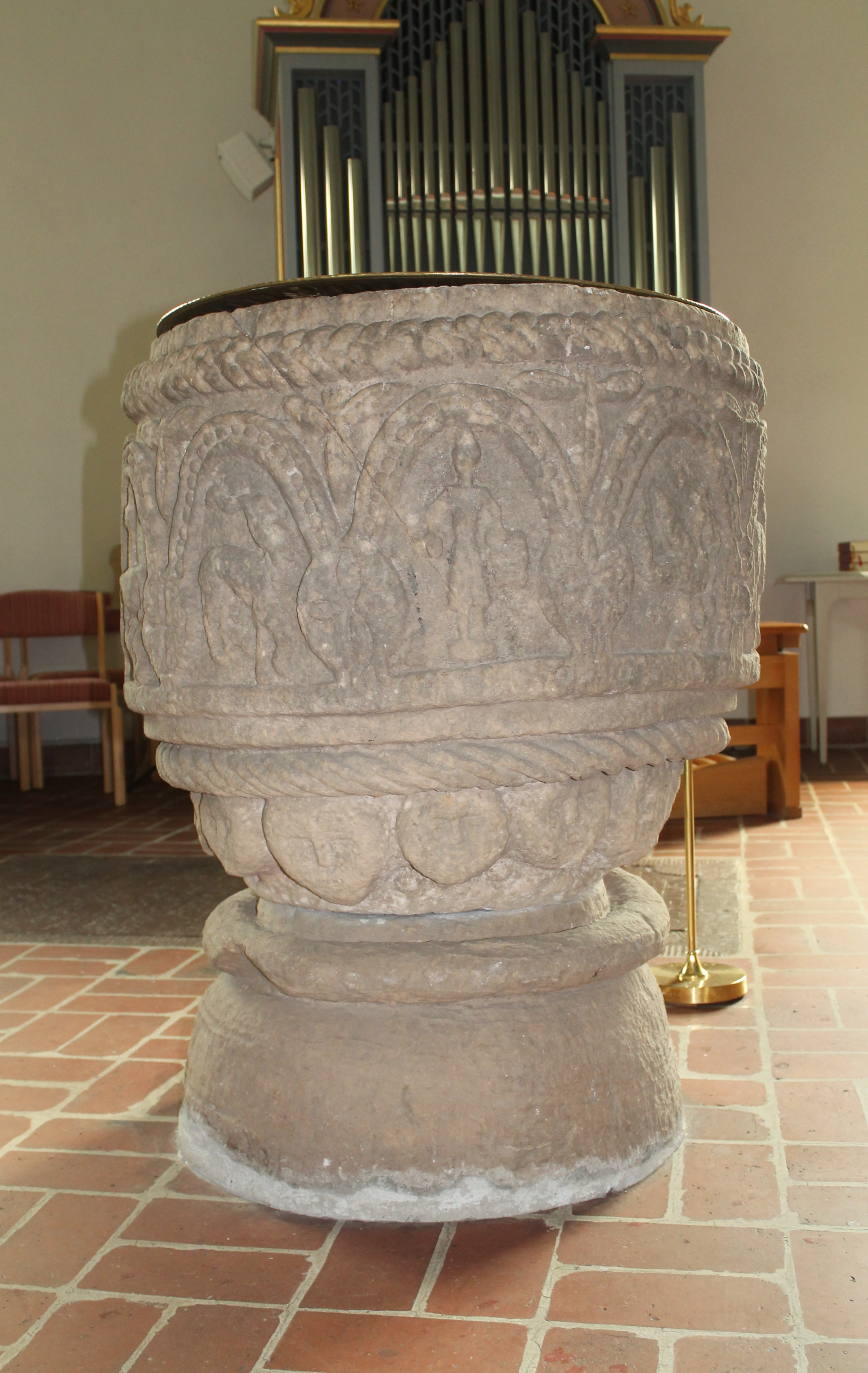
Den medeltida dopfunten
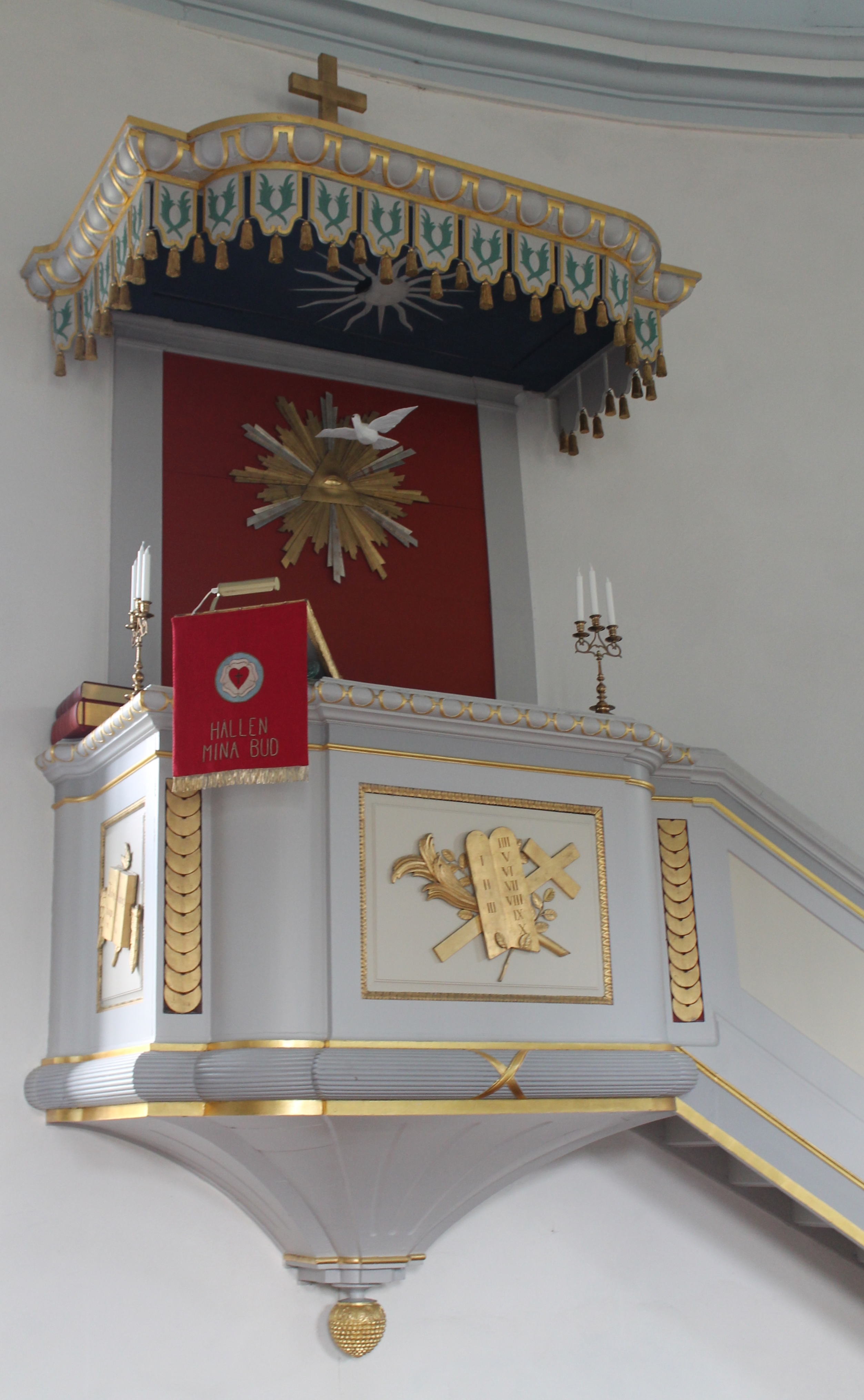
Predikstolen
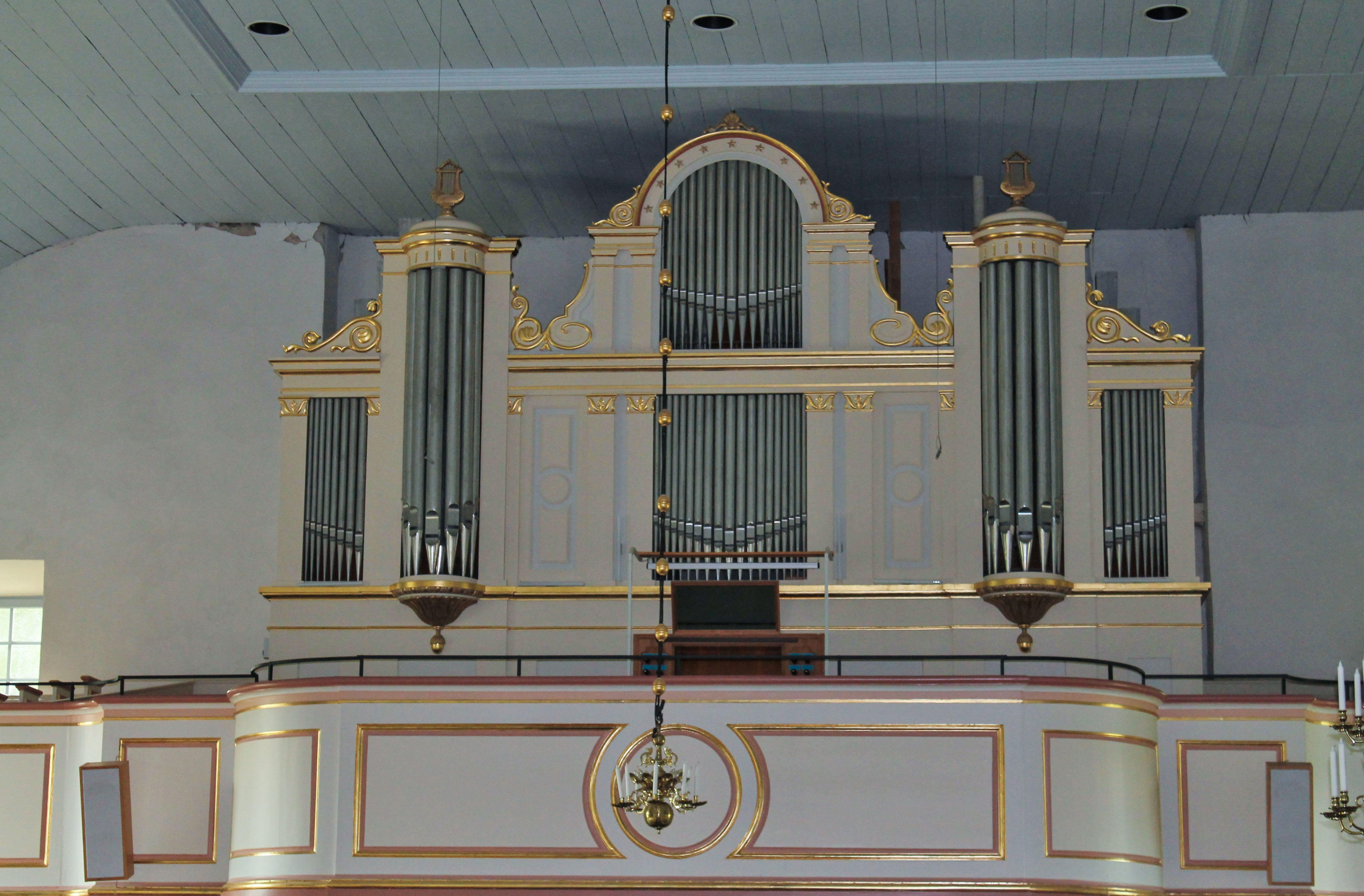
Läktarorgeln
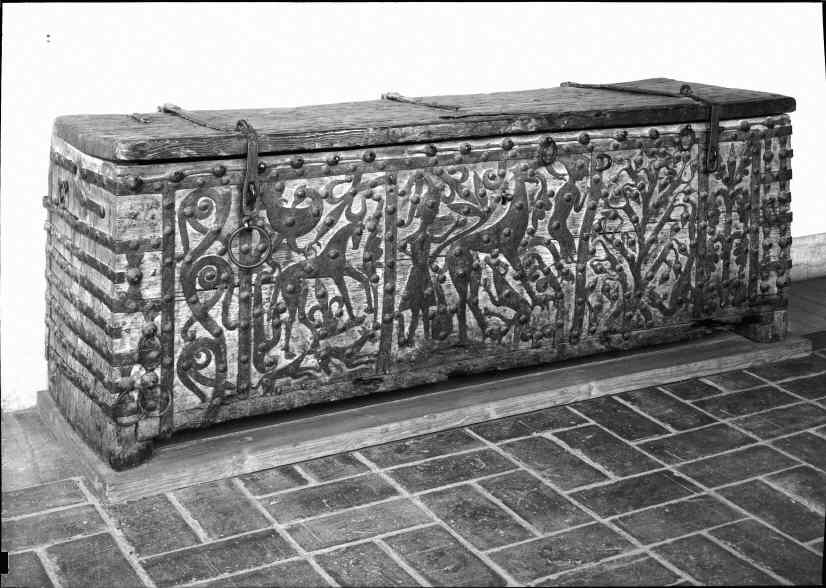
Rydaholmskistan, 1960

## Sägnen om kyrkan
Sägnen berättar, att då kyrkan var byggd försökte en trollkvinna i Upplid förstöra templet genom att kasta ett helt stenrös mot det. Förklädet, i vilket kvinnan hade stenarna, brast emellertid och stenarna rullade ut och bildade det ännu på byns gärde kvarliggande röset. Efter att på det sättet ha misslyckats i sitt uppsåt, begav sig kvinnan till Finland, där hon träffade en krigsfånge från Rydaholm, vilken hon lovade befria från fångenskapen och därjämte hjälpa hem, om han efter hemkomsten ville spänna en av henne medförd järnkedja omkring kyrkan i Rydaholm. Knappast hade han gett löftet, förrän han befann sig hemma. Innan mannen spände kedjan omkring kyrkan, ville han dock pröva kedjans kraft och spände den omkring en stor ek, vilken i samma ögonblick flög upp i luften och försvann. Stället, där eken stått, visas ännu, och om julnätterna är det stora trädet upprest på stolpar av guld.

## Rydaholmsalnen
Den mest berömda alnen i Sverige är Rydaholmsalnen, som omtalas redan på 1200-talet som småländskt normalmått, och som förvarades i Rydaholms kyrka. Vid riksdagen i Norrköping 1604 bestämdes, att "alnen här i riket skall rättas efter Rydaholms aln". Karl IX lät året därpå göra en kopia av Rydaholmsalnen och den hängdes 1605 upp i Stockholms rådhus som "rikslikare". Efter denna aln gjordes sedermera alla de "likarealnar", som spreds över landet och gällde fram till år 1889.
Den urgamla Rydaholmsalnen hade sin plats på det gamla långhusets dörr åt söder. Kyrkoherde Andreas Torpensius berättar år 1667, att då Växjö för pesten skulle förflytta skolbarnen till Rydaholm, blev alnen genom rackartyg nedtagen och försvann. Då sakristian många år senare skulle repareras, hittades alnen, förstörd av rost. En kopia av den gjordes dock och placerades åter på södra vapenshusets dörr, medan den gamla alnen gömdes i kyrkkistan. Vid tiden för kyrkans ombyggnad 1793 var den dock spårlöst försvunnen. Det är alltså kopian av detta urgamla alnmått som ännu hänger kvar i kyrkan.